# Lettre ouverte sur l'intelligence artificielle
En janvier 2015, Stephen Hawking, Elon Musk et des dizaines d'experts en intelligence artificielle ont signé une lettre ouverte sur l'intelligence artificielle appelant les chercheurs à étudier les impacts sociétaux de l'intelligence artificielle. La lettre affirmait que la société peut tirer de grands avantages de l'intelligence artificielle, mais appelait à faire concrètement de la recherche pour prévenir certaines « pièges » potentiels : l'intelligence artificielle a le potentiel d'éradiquer la maladie et la pauvreté, mais les chercheurs ne doivent pas créer quelque chose qui ne peut pas être contrôlée. La lettre, longue de quatre paragraphes et intitulée Priorités de recherches pour une intelligence artificielle solide et bénéfique : Lettre ouverte (en version originale en anglais Research Priorities for Robust and Beneficial Artificial Intelligence: An Open Letter), établit des priorités en matière de recherche dans une note d'accompagnement de douze pages.

## Historique
En 2014, le physicien Stephen Hawking et le magnat des affaires Elon Musk avaient publiquement exprimé l'avis que l'intelligence artificielle pourrait fournir d’innombrables avantages, mais pourrait aussi mettre fin à la race humaine si elle était déployée sans précaution (voir Risque de catastrophe planétaire lié à l'intelligence artificielle générale). Hawking et Musk s'installèrent au conseil consultatif scientifique pour le Future of Life Institute (« Institut pour l'Avenir de la Vie »), une organisation qui travaille à "atténuer les risques existentiels auxquels est confrontée l'humanité". L'institut a rédigé une lettre ouverte adressée à l'ensemble de la communauté scientifique de la recherche en IA et l'a transmis aux participants lors de sa première conférence à Puerto Rico pendant le premier week-end de l'année 2015. La lettre a été rendue publique le 12 janvier.

## But
La lettre met en lumière à la fois les effets positifs et négatifs de l'intelligence artificielle. Selon Bloomberg Business, le Professeur Max Tegmark du MIT a diffusé la lettre dans le but de trouver un terrain d'entente entre les parties signataires qui considèrent l'IA comme un risque existentiel  significatif, et les signataires tels que le professeur Oren Etzioni (en), qui croient que l'IA a été "attaqué" par une union de médias mettant l'accent sur les risques présumés. La lettre fait valoir que : « Les avantages potentiels (de l'IA) sont énormes, puisque tout ce que la civilisation a à offrir est un produit de l'intelligence humaine ; nous ne pouvons pas prédire ce que nous pourrions faire lorsque cette intelligence sera amplifiée par les outils que l'IA peut fournir, mais l'éradication de la maladie et de la pauvreté ne sont pas inimaginables. En raison de l'énorme potentiel de l'IA, il est important pour la recherche de profiter de ses avantages tout en évitant les pièges potentiels. » L'un des signataires, le professeur Bart Selman (en) de l'Université Cornell, dit que le but est d'obtenir des chercheurs et des développeurs spécialisés dans l'IA plus d'attention à la sécurité autour de l'IA. En outre, pour les décideurs et le public en général, la lettre est destinée à être informative, mais pas alarmiste. un Autre signataire, Professeur Francesca Rossi (en), a déclaré « je pense qu'il est très important que tout le monde sache que les chercheurs en IA pensent sérieusement à ces préoccupations et enjeux éthiques".

## Les préoccupations soulevées par la lettre
Les signataires demandent : comment les ingénieurs peuvent créer des systèmes d'IA qui sont bénéfiques à la société, et qui sont robustes ? Les humains ont besoin de garder le contrôle de l'IA ; nos systèmes d'intelligence artificielle doivent "faire ce que nous voulons faire". La recherche est interdisciplinaire, en puisant dans des domaines allant de l'économie et de la loi, ainsi que les diverses branches de l'informatique, telles que la sécurité informatique et la vérification formelle. Les défis qui se posent sont divisés en vérification (« ai-je construit le système correctement ? »), validité (« ai-je construit le bon système ? »), sécurité et contrôle (« OK, j'ai mal construit le système, puis-je le corriger ? »)

### Préoccupations à court terme
Certaines préoccupations à court terme concernent les véhicules autonomes, des drones civils aux voitures à conduite automatique. Par exemple, une voiture autonome peut, en cas d'urgence, avoir à décider entre le petit risque d'un accident majeur et la grande probabilité d'un petit accident. D'autres préoccupations ont trait aux systèmes autonomes associés à des armes mortelles : doivent-ils être interdits ? Si oui, comment définir le mot "autonome" avec précision ? Si non, comment doit être réparti la culpabilité en cas de mauvaise utilisation ou d'un dysfonctionnement ?
D'autres problèmes incluent les problèmes de confidentialité car l'IA devient de plus en plus capable d'interpréter de grands ensembles de données de surveillance, ainsi que la façon de mieux gérer l'impact économique des emplois remplacés par l'IA.

### Préoccupations à long terme
Le document s'achève en se faisant l'écho des préoccupations du directeur de la recherche de Microsoft, Eric Horvitz (en) : « nous pourrions, un jour, perdre le contrôle des systèmes d'IA par l'ascension de la super intelligence qui n'agirait pas en conformité avec les désirs de l'humanité – et ces puissants systèmes pourraient menacer l'humanité. De tels conséquences dystopiques sont-elles possibles ? Si oui, comment réagir à de telles situations ?… Quels types d'investissements dans la recherche doivent être fait pour mieux comprendre et faire face à la possibilité de la naissance d'une dangereuse super intelligence, ou de la possibilité d'une « explosion d'intelligence » ? » Les outils existants pour l'exploitation de l'IA, comme l'apprentissage par renforcement et d'autres fonctions utilitaires, sont inadéquates pour résoudre cela ; donc plus de recherche est nécessaire pour trouver et valider une solution robuste pour le "problème de contrôle".

## Les signataires
Les signataires comprennent le physicien Stephen Hawking, le magnat des affaires Elon Musk, cofondateurs de DeepMind, Vicarious (en), le directeur de la recherche de Google Peter Norvig, le Professeur Stuart J. Russell de l'Université de Californie à Berkeley et d'autres experts en IA, des fabricants de robots, des programmeurs et des éthiciens. Le nombre de signataires était de plus de 150 personnes, incluant des universitaires de Cambridge, Oxford, Stanford, Harvard et le MIT.